# Night Ranger
Night Ranger ( [nait 'reɪnʤə], с англ. — «Ночной странник») — американская группа, образованная в Сан-Франциско клавишником Аланом Фитцджеральдом и гитаристом Бредом Гиллисом, добившаяся популярности в 1980 годах. Наравне с такими коллективами, как: Toto, Foreigner, Styx, REO Speedwagon Night Ranger являются представителями мелодичного рока, хотя по сравнению с ними, стиль Night Ranger почти полностью упирается в хард-рок.
Коллектив продал 10 миллионов копий своих первых пяти альбомов по всему миру. Он стал известен благодаря знаменитой балладе «Sister Christian», которая заняла 5 место в Billboard Hot 100 в июне 1984 года. Кроме Sister Christian были популярны песни «Don’t Tell Me You Love Me», «(You Can Still) Rock In America», «When You Close Your Eyes» и «Sentimental Street».
После достигнутого успеха в 1980-х годах группа распалась в 1989 году, и все её участники занялись собственными проектами.
В 1995 году Night Ranger выпустили свой альбом без первоначального вокалиста и бас-гитариста Джека Блэйса, позже группа воссоединилась, и Night Ranger несмотря на отсутствие Алана Фитцджеральда и гитариста Джеффа Уотсона отправились в турне и продолжали оставаться популярными в странах Азии, особенно в Японии.

## История

### 1979—1981: Образование группы
Night Ranger появились в начале 80-х годов в Сан-Франциско, когда вокалист и бас-гитарист Джек Блэйдс, Джефф Уотсон (гитара, вокал), Брэд Гиллис и ударник Келли Киги объединили творческие усилия с клавишником Аланом Фитцджеральдом.
До этого Джек Блэйдс и Бред Гиллис играли в джаз-роковой группе Rubicon, затем они выпустили два студийных альбома Rubicon и American Dreams. После этого они решили изменить название коллектива и стиль своей музыки. Сначала думали назваться просто Ranger, однако выяснилось, что это имя уже занято. Поэтому группу назвали Night Ranger.
Все участники уже сумели зарекомендовать себя, Алан Фитцджеральд сотрудничал с известными Montrose и Gamma, Джефф Уотсон успел поработать с June Blitz и Jeff Watson Band. Также музыкант Black Sabbath, Оззи Осборн предложил Гиллису занять место трагически погибшего Рэнди Роудса. Гиллис согласился, и во время турне Оззи был записан концертный альбом Speak of the Devil. После записи концертного альбома для Оззи, Гиллис отказался работать с Озборном и вернулся в Night Ranger.
После нескольких выступлений музыкантов взял под контроль промоутер Билл Грэхэм, он организовал первые гастроли совместно с Double Brothers, Judas Priest, Карлосом Сантаной и Риком Спрингфилдом.

### 1982—1987: Успех в США
В 1982 году Нил Богарт подписал контракт с лейблом Boardwalk Records, где Night Ranger записали свой дебютный альбом, Dawn Patrol, диск попал на 38 место в американский хит-парад, успеху способствовали песни «Don’t Tell Me You Love Me», занявшая 40 место, и «Sing Me Away» (54 место). Неплохие позиции в чартах и хорошие продажи альбома привлекли внимание компании MCA, перекупившей права на следующие пластинки Night Ranger. Сменив один лейбл на другой, музыканты записали уже вторую пластинку, Midnight Madness, которая побила рекорд продаж первой пластинки: тираж Dawn Patrol составил миллион экземпляров, а Midnight Madness — два миллиона экземпляров. «When You Close Your Eyes» и «Sister Christian» оказались успешными синглами. В Америке «When You Close Your Eyes» занял 14 место, а песня «Sister Christian» — 5 позицию. Помимо этого, коллектив выпустил AOR-гимн «(You Can Still) Rock In America», всегда исполнявшийся на его концертах. Пластинка добралась до 15 позиции в Америке, несмотря на совместные гастроли с Foreigner, в Европе Night Ranger так и не добились успеха, зато в Америке все шло замечательно. Следующий альбом, 7 Wishes, поднялся на 10 место в хит-параде, его выход сопровождался хит-синглами «Sentimental Street» и «Goodbye», а сам диск получил статус платинового. Ещё одна удачный диск, Big Life, в США занял 28 строчку и принес группе два хит-сингла, а заглавная песня с альбома прозвучала в фильме в The Secret of My Success. Вскоре популярность Night Ranger начала стремительно падать, а стиль звучания был слишком далек от настоящего хард-рока.

### 1989—1994:Man in Motion, распад и сайд-проекты участников
Падение популярности отрицательно сказалось на группе. Летом 1987 года перед записью Man in Motion ушёл из группы Алан Фитцджеральд, на его место встал Джесси Брэдмен.
Чтобы сохранить популярность коллектива, Night Ranger пригласили продюсера Foreigner и Whitesnake Кита Олсена. Совместно с ним группа записала пластинку Man in Motion, которая содержала такие крупные хиты как «Restless Kind» и «Halfway of the Sun», вскоре вышел сборник лучших песен Night Ranger, Greatest Hits, получивший статус золотой статус.
Неудачный альбом не принес никаких результатов группе и в 1989 году Night Ranger распались, после распада музыканты занимались только сольной деятельностью, Джек Блэйдс основал супергруппу Damn Yankees, с которой он выпустил два альбома вместе. Позже Блэйдс сотрудничал с гитаристом Томми Шэвом и участвовал в записи его альбома, Hallucinations. Джефф Уотсон выпустил два сольных диска Love Ranger и Around the Sun, а также активно работал с проектом Mother’s Army. Алан Фитцджеральд подрабатывал сессионщиком в коллективах Aerosmith и Van Halen, а также создал группу Alliance. Брэдмэн хотел создать собственный проект с бывшим бас-гитаристом Rainbow, Wild Horses и Dio Джимми Бэйном.
Брэд Гиллис создал собственный проект Mega-Mega, но в дальнейшем объединил усилия с Келли Киги и в 1991 году они возродили Night Ranger с бас-гитаристом и вокалистом Гэри Муном, в течение трёх лет группа занималась только гастрольной деятельностью.

### 1995—2000: Воссоединение. Успех в Японии
В 1995 году выпустили свой новый альбом, Feeding off the Mojo, несмотря на хорошо подготовленный материал, альбом не попал в чарты, потому, что хард-рок уже был не в моде.
В 1996 году группа воссоединилась в первоначальном составе 1982 года, и выпустила два новых студийных альбома — Neverland и Seven, творчество Night Ranger вызывало интерес в Японии. Neverland спродюсировал Рон Невисон, а издан был на лейблах CBS и Sony, он сопровождался хитом «Forever All Over Again», в то же время, песня «Sister Christian» прозвучала в фильме Boogie Nights. Также музыканты занимались гастрольной деятельностью, у которых наметилось турне с REO Speedwagon, Styx, Journey, Bad Company, Loverboy, Poison, Cinderella, Boston, Heart, а также Night Ranger выступали вместе с Тедом Наджентом в турне Rock Never Stops.
В 2000 году Брэд Гиллис выпустил второй сольный альбом, Alligator (первый диск Gilrock Ranch вышел в 1993 году), записать диск помогал Гэри Мун. Келли Киги выпустил дебютный альбом, Time Passes в 2001 году, на обложке альбома изображены Гэри Мун, Гиллис и Блэйдс. В 2005 году группа начала работу над новым альбомом. В 2007 году группа выпустила альбом Hole in the Sun.

## Дискография

### Студийные альбомы
- 1982 — Dawn Patrol
- 1983 — Midnight Madness
- 1985 — 7 Wishes
- 1987 — Big Life
- 1988 — Man in Motion
- 1995 — Feeding off the Mojo
- 1997 — Neverland
- 1998 — Seven
- 2007 — Hole in the Sun
- 2011 — Somewhere in California
- 2014 — High Road
- 2017 — Don't Let me up
- 2021 — ATBPO (And The Band Played On)

### Концертные альбомы
- 1990 — Live in Japan
- 1997 — Rock in Japan 97
- 2005 — Rock Breakout Years: 1984
- 2006 — The Best of Night Ranger Live
- 2007 — Night Ranger Live
- 2007 — Extended Versions
- 2008 — Rockin' Shibuya 2007

### Сборники
- 1980 — Greatest Hits
- 1998 — Rock Masterpiece Collection
- 1998 — Keep Rockin': Best Selection '97-'98
- 2000 — The Millenium Collection
- 2005 — Hits, Acoustic & Rarities

## Состав группы

### Текущий состав
- Келли Киги — ударные, перкуссия, бэк-вокал и вокал (1979—1989, 1991 — настоящее время)
- Брэд Гиллис — соло-гитара и ритм-гитара, бэк-вокал (1979—1989, 1991 — настоящее время)
- Джек Блэйдс — бас-гитара, вокал и бэк-вокал, акустическая гитара, ритм-гитара (1979—1989, 1996 — настоящее время)
- Кери Келли — соло и ритм-гитары, бэк-вокал (2014 — настоящее время)
- Эрик Леви — клавишные, бэк-вокал (2011 — настоящее время)

### Бывшие участники
- Алан Фицджеральд — клавишные, бэк-вокал (1980—1988, 1996—2003)
- Джефф Уотсон — соло и ритм-гитары, бэк-вокал (1980—1989, 1991, 1996—2007)
- Джесси Бредмен — клавишные, бэк-вокал (1988—1989)
- Гэри Мун — бас-гитара, вокал и бэк-вокал (1991—1996)
- Дэвид Зайчек — ритм-гитара, клавишные, бэк-вокал (1995—1996)
- Майкл Лэрди — клавишные, бэк-вокал (2003—2007)
- Реб Бич — соло и ритм-гитары, бэк-вокал (2007—2008)
- Криштиан Мэтью Каллен — клавишные, бэк-вокал (2007—2011)
- Джоел Хуекстра — соло и ритм-гитары, бэк-вокал (2008—2014)

### Сессионные музыканты
- Джек Руссел (Great White) — бэк-вокал в Seven (1998 — отдельные треки)
- Томми Шэв (Styx/Damn Yankees) — бэк-вокал в 'Seven (1998 — песня «Kong»)